# 中代尔夫兰
中代尔夫兰（荷蘭語：Midden-Delfland，荷蘭語：[ˈmɪdə(n) ˈdɛlflɑnt] ⓘ）是荷兰南荷兰省的一个市镇，于2004年由市镇马斯兰（Maasland）和斯希普勒伊登（Schipluiden）合併而成，辖区面積有49.38平方公里，其中1.93平方公里是水域，2007年人口有17,548人。中代尔夫兰被视为荷兰主要的慢城（Cittaslow）。

## 外部連結
- 官方网站（页面存档备份，存于）
- 中代尔夫兰地图